# Regio IX Liguria
La regio IX era una delle undici divisioni regionali in cui Augusto ripartì l'Italia. Strabone la descrive in questo modo:
(Strabone, Geografia, V, 2,1.)

## Denominazione
La denominazione ufficiale storica non aveva l'apposizione Liguria, dovuta all'uso accademico contemporaneo di denominare le regioni augustee in base alle popolazioni che comprendevano. La regio IX comprendeva il solo territorio dei ligures. Questo territorio andava dal fiume Varo (ad occidente) ai confini con l'Etruria (ad oriente).

## Storia

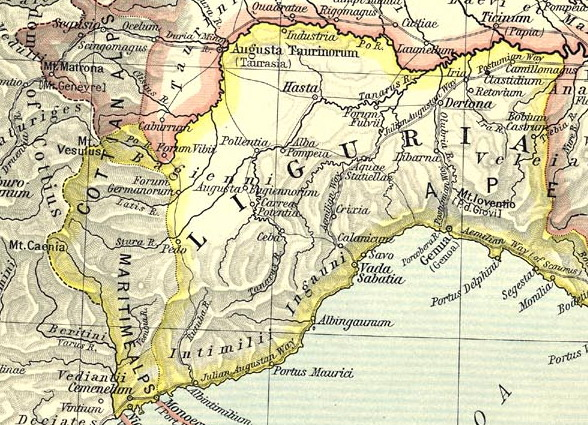
Il territorio della Regio IX Liguria Augustea.

Con la prima guerra punica (II secolo a.C.) i Liguri si divisero tra alleati di Cartagine e alleati di Roma. Fu quando i Romani conquistarono questo territorio, con l'aiuto dei loro federati Genuates, che lo si chiamò Liguria, corrispondente alla IX Regio dell'Impero romano, la quale si estendeva dalle Alpi Marittime e Cozie, al Po, al Trebbia e al Magra.
Nel 180 a.C. i Romani, per poter disporre della Liguria nella loro conquista della Gallia, dovettero deportare 47.000 Liguri Apuani, irriducibili ribelli, confinandoli nel Sannio e dividendoli in due gruppi (denominati Liguri Bebiani e Liguri Corneliani).
La descrizione della IX regio Italiae risale a Plinio: patet ora Liguriae inter amnes Varum et Macram XXXI Milia passuum. Haec regio ex descriptione Augusti nona est. Questa regione era più ridotta rispetto all'originale area occupata dai Liguri in epoca preistorica. 
Probabilmente era in questa provincia che si conservava ancora l'ethnos ligure più puro, mentre in Lunigiana e nelle regioni transalpine le popolazioni si erano ormai mischiate con altre tribù. Infatti Ecateo di Mileto nel VI secolo a.C. ci tramanda che Monaco e Marsiglia erano città liguri e gli Elisici, popolo stanziato tra Rodano e Pirenei, erano un misto di Liguri e Iberi.

## Territorio

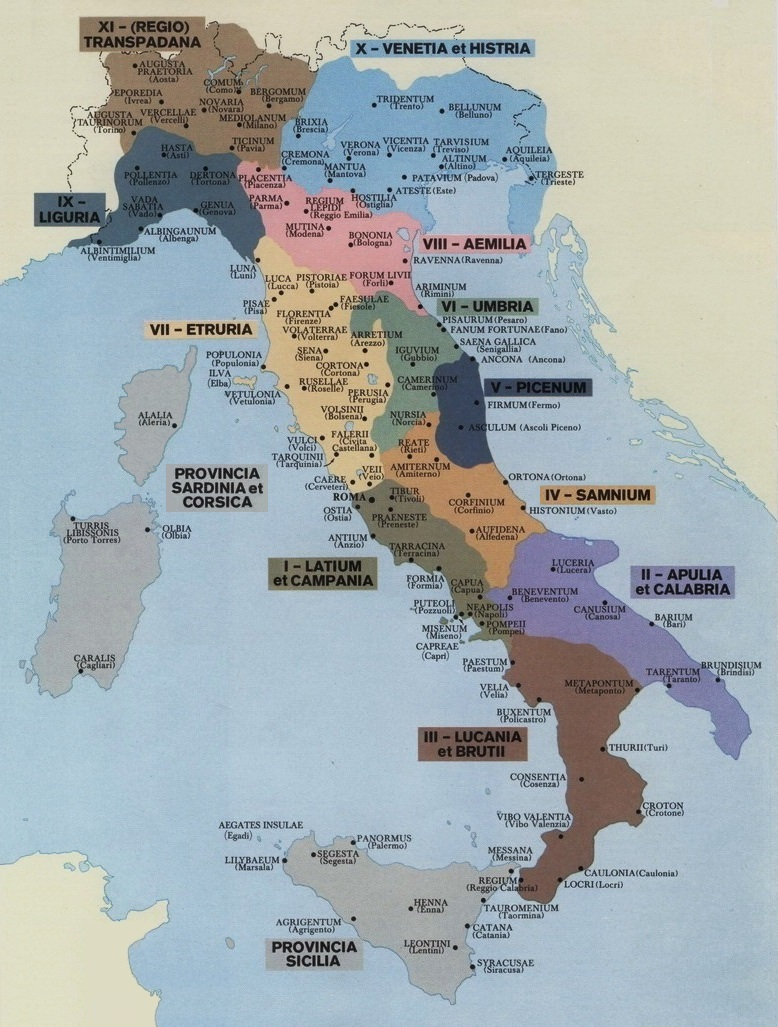
Le regioni dell'Italia al tempo di Augusto (7 d.C.)

Il territorio comprendeva tutta l'attuale riviera ligure dal fiume Varo non molto distante da Nicaea (Nizza), fino alla foce del fiume Macra (Magra), per 211 miglia. All'estremità occidentale si estendeva dalla costa nell'entroterra solo per pochi chilometri, costituendo una lingua di terra dalla foce del fiume Varus presso Nizza a Albintimilium (Ventimiglia), incuneandosi tra la provincia delle Alpes Maritimae e il Sinus Ligusticus (Mar Ligure). A Ventimiglia il confine risaliva poi verso nord fino alla provincia delle Alpes Cottiae e alla Regio XI Transpadana secondo il confine stabilito dal Po (allora Padus). Presso la confluenza del Tanaro (Tanarus) nel Po il confine tornava a sud in direzione sud-est (Regio VIII Aemilia) includendo la valle del Trebbia fino a seguire poi verso est lo spartiacque del Mar Ligure a Tigullia giungendo alla foce del Magra (Macra) presso Luna (Regio VII).

### Città
- Alba Pompeia (Alba)[1]
- Albintimilium (Ventimiglia)[5]
- Albingaunum (Albenga)[5]
- Aquae Statiellorum (Acqui Terme)[1]
- Augusta Bagiennorum (Bene Vagienna)[1]
- Carrea Potentia (Chieri)[1]
- Derthona (Tortona)[1]
- Clastidium (Casteggio)
- Camillomagus (Broni)
- Castrum Bobium (Bobbio)
- Forum Fulvii (Villa del Foro)[1]
- Genua (Genova)[5]
- Hasta (Asti)[1]
- Industria (Monteu da Po)[1]
- Iria (Voghera)[1]
- Libarna (Serravalle Scrivia)[1]
- Monilia (Moneglia)
- Nicaea (Nizza)
- Pollentia (Pollenzo)[1]
- Portus Delphini (Portofino)
- Portus Veneris (Portovenere)
- Segesta (Sestri Levante)[5]
- Spedia (La Spezia)
- Vada Sabatia (Vado Ligure)[5]
- Vardacate (Casale Monferrato)[1]